# 哈丁·阿兹曼
哈丁·阿兹曼（1994年7月2日—），是一名马来西亚足球运动员，司职边锋或进攻中场 ，现时效力馬來西亞超級足球聯賽球会吉隆坡市。

## 荣誉

### 俱乐部
菲尔达联
- 马来西亚足球超级联赛亚军：2016
- 马来西亚首要足球联赛冠军：2018

吉打达鲁阿曼
- 马来西亚足球超级联赛亚军：2020

吉隆坡市
- 马来西亚杯冠军：2021